# Détecteur de traceur
Pour les articles homonymes, voir Détecteur et Traceur.
Un détecteur de traceur est un instrument permettant de vérifier qu'un t n'a pas été dissimulé, par exemple un traceur de véhicule en détectant les rayonnements électromagnétiques de télécommunication. Le cas échéant, il permet sa localisation (jusqu'à cinq mètres de portée) et son retrait.

## Utilisation
Un traceur de véhicules peut être utilisé à l'insu du propriétaire du véhicule pour sa filature et pour l'acquisition de renseignements sur cette personne, par exemple par des détectives privés. Pour le contrer, le détecteur de traceur est utilisé qui détecte et localise toute source d'émission sur la bande radio, GSM et Wi-Fi, permettant ensuite son élimination, son utilisation pour tromper ou égarer sur une fausse piste le surveillant ou comme preuve pour la justice pour constater une atteinte à la personnalité. Alternativement, un brouilleur peut également être utilisé pour neutraliser les émissions du traceur et ce sur plusieurs bandes d'émission. C'est d'autant plus utile que le tracker GPS le plus performant propose la fonction d’écoute à distance et qu'un simple appel sur le numéro de la carte SIM insérée dans l'appareil va permettre à celui-ci de décrocher directement, permettant une écoute de ce qui se trouve à côté du traceur. Étant donné que les brouilleurs GSM sont interdits dans certains pays, il est possible de n'utiliser qu'un seul brouilleur GPS.

## Description
Un détecteur de traceur est efficace jusqu'à cinq mètres.
Un mode garde permet de détecter également les traceurs qui s'activent par le mouvement ou ceux qui ne transmettent leurs données qu'épisodiquement. Toutes les informations sur les événements d'alarme sont alors enregistrées dans le journal des alarmes.
Les détecteurs ne peuvent repérer les traceurs passifs qui ne font qu'enregistrer les mouvements, sans rien transmettre. Par contre les données doivent ensuite être récoltées avec le traceur en personne.